# 거문초등학교 (강원)
거문초등학교는 대한민국 강원특별자치도 평창군에 있는 공립 초등학교이다.

## 학교 연혁
- 1947년 10월 1일 진부국민학교 거문분교장 개교(2학급)(설립인가 7월 31일)
- 1949년 9월 1일 거문국민학교 승격인가
- 1965년 8월 19일 신기분교장 설립인가(1학급)
- 1977년 6월 25일 봉산분교장 승격인가(2학급)
- 1984년 6월 30일 병설유치원 개원
- 1996년 3월 1일 거문초등학교 개칭[2], 3학급 편성
- 1998년 2월 18일 봉산분교장(제16회) 졸업
- 1998년 3월 1일 봉산분교장 폐교
- 2006년 10월 30일 수해 복구공사
- 2007년 3월 1일 4학급에서 5학급으로 증설
- 2008년 2월 15일 신기분교장(제38회)졸업
- 2008년 3월 1일 신기분교장 본교와 통폐합

## 참고 자료
- 거문초등학교 - 한국교육학술정보원 학교알리미